# Johann Wilhelm Scheidt
Johann Wilhelm Scheidt (* 10. Juli 1877 in Kettwig; † 9. Februar 1954 in Bielefeld) war ein deutscher Textilfabrikant. 1933 wurde er zum Ehrenbürger der Stadt Kettwig ernannt.

## Leben und Wirken
Scheidt war der Sohn des Tuchfabrikanten und Geheimen Kommerzienrates Wilhelm Scheidt und dessen Ehefrau Leopoldine Auguste Holthaus (* 15. August 1844 in Ronsdorf; † 19. April 1925 in Kettwig).
Johann Wilhelm Scheidt war nach der Schulausbildung informatorisch zwischen 1895 und Herbst 1896 im väterlichen Unternehmen tätig. Im Anschluss besuchte er die Textilschule in Aachen sowie die Textilschule in Leeds in England. Von 1898 bis 1900 wohnte er Chemievorlesungen in Bonn bei. Danach folgte ein halbjähriges Praktikum in einem Textilunternehmen im schwedischen Malmö.
Ende des Jahres 1900 trat Scheidt in das von seinem Vorfahren Gottfried Scheidt (1659–um 1702) 1681 gegründete Unternehmen ein, das 1928 zur Joh. Wilh. Scheidt AG umgewandelt wurde, deren Anteile jedoch in Familienbesitz blieben. Im Jahr 1903 wurde er Teilhaber des Familienunternehmens und leitete es zusammen mit seinem älteren Bruder Erhard August. Damit führte er organisatorische Änderungen ein. Anfang des 20. Jahrhunderts entwickelte sich die Firma zum größten Arbeitgeber Kettwigs. Zur Zeit des Ersten Weltkriegs war Johann Wilhelm Scheidt Kriegsteilnehmer und Rittmeister der Reserve. 
Im Jahr 1928 gründete er zusammen mit der Kettwiger Bank eine eigene Bank mit seinem Namen. 1938 wurde er Vorsitzender des Aufsichtsrats. Er zog sich 1945 aus der Firmenleitung zurück und übergab an seinen Sohn Friedrich Arnhard (1916–1999), der mit der Tochter Isabel des Diplomaten Diego von Bergen verheiratet war. Viele Jahre übernahm Johann Wilhelm Scheidt zudem Tätigkeiten in Verwaltungsorganen befreundeter Firmen, verschiedener Fachverbände und Wirtschaftsorganisationen. Er war auch Kirchmeister der Evangelischen Gemeinde Kettwig.
Die weiterhin erhaltene Selbständigkeit der Stadt Kettwig nach der Auflösung des Landkreises Essen 1929 hat sie maßgeblich dem Einfluss Scheidts zu verdanken. Kettwig kam zum Kreis Düsseldorf-Mettmann. Am 18. Oktober 1933 erhielt Scheidt die Ehrenbürgerwürde der Stadt Kettwig. Karl Eduard Göring, von 1885 bis 1902 Bürgermeister von Kettwig, war Scheidts Schwiegervater.
Scheidt wurde auf dem evangelischen Friedhof an der Brederbachstraße in Kettwig beigesetzt.